# Abner César Fwani
 Abner César Fwani Sasi Malanda , né à Tsanvi le 15 octobre 1951, est un homme politique de la République démocratique du Congo et député national, élu de la circonscription de Tshela dans la province du Kongo Central,,,.

## Biographie
Abner César Fwani Sasi est né à Tsanvi le 15 octobre 1951,à 2018 il a été élu député national dans la circonscription électorale de Tshela dans la province du Kongo Central, il est membre du parti politique Parti du peuple pour la reconstruction et la démocratie (PPRD).